# Вильягран, Андерсон
Андерсон Омар Вильягран Вильягран (исп. Anderson Omar Villagrán Villagrán; род. 10 мая 2003) — гватемальский футболист, нападающий клуба «Депортиво Малакатеко».

## Клубная карьера
Вильягран — воспитанник клуба «Депортиво Малакатеко». 4 декабря 2019 года в матче против «Наранхерос Эскуинтла» он дебютировал в гватемальской Лиги Насьональ. В этом же поединке Андерсон забил свой первый гол за «Депортиво Малакатеко». В 2021 году игрок выступал за «Нуэва Консепсьон» на правах аренды.  

## Международная карьера
В 2019 году в составе юношеской сборной Гватемалы Вильягран принял участие в юношеском Кубке КОНКАКАФ. На турнире он сыграл в матчах против команд Барбадоса, Канады и Панамы. 
В 2022 году Вильягран в составе молодёжной сборной Гватемалы принял участие в молодёжном Кубке КОНКАКАФ в Гондурасе. На турнире он сыграл в матчах против команд Арубы, Канады, Мексики и Доминиканы. В поединке против канадцев Андерсон забил гол. 
В 2023 году Вильягран принял участие в молодёжном чемпионате мира в Аргентине. На турнире он сыграл в матче против команды Узбекистана.